# Church Coppenhall
Church Coppenhall var en civil parish från 1866 till 1936 då den blev en del av Monks Coppenhall, i grevskapet Cheshire, i England. Civil parish hade 996 invånare år 1931.